# Salmophasia balookee
Salmophasia balookee är en fiskart som först beskrevs av Sykes, 1839.  Salmophasia balookee ingår i släktet Salmophasia och familjen karpfiskar. IUCN kategoriserar arten globalt som livskraftig. Inga underarter finns listade i Catalogue of Life.